# Хенрик II Кёсеги
Хенрик (II) Кёсеги (венг. Kőszegi (II.) Henrik, хорв. Henrik III. Gisingovac, нем. Heinrich III. von Güns; ? — март/май 1310) — крупный венгерский магнат на рубеже XIII и XIV веков. Член крупного и могущественного клана Кёсеги. Он расширил свое влияние на Верхнюю Славонию с 1280-х годов, став одним из так называемых «олигархов», которые управляли своими владениями де-факто независимо от венгерского монарха. После пресечения династии Арпадов, Хенрик Кёсеги участвовал в династической борьбе. К тому времени он уже подчинил своей власти Южную Трансданубию.
Хенрик Кёсеги трижды служил баном Славонии (1290—1291, 1293, 1301—1310) и главой казначейства (1302—1305). После его смерти король Венгрии Карл I разгромил его сыновей и ликвидировал их провинцию в 1316 году. Через своих двух сыновей Хенрик Кёсеги был родоначальником знатных семей Тамаши и Херцег де Секше.

## Семья
Хенрик II родился в могущественной и богатой семье Кёсеги, происходящей из рода (клана) Хедер. Младший сын венгерского магната Хенрика I Кёсеги (? — 1274). Его старшими (сводными) братьями были Миклош I (? — 1299), Иван (? — 1308) и Петер (? — 1289), епископ Веспрема с 1275 года. Венгерский историк Аттила Жолдос утверждает, что Хенрик II был намного моложе своих братьев (таким образом, возможно, родился во второй половине 1250-х годов) Он впервые появился в источниках только в 1278 году, более чем через десять лет после первого упоминания о его братьях, которые к тому времени активно занимались политической и военной деятельностью. Кроме того, он также назывался «Герке», своего рода уменьшительной формой, в самых ранних документах, где упоминалось его имя. Жолдос считает, что Хенрик II родился от второго брака своего отца.
До 1280 года Хенрик женился на дочери известного магната Моиша (II) Дарои, палатина Венгрии (1270—1272). Широко распространенной научной точкой зрения является то, что жена палатина Моиша II (теща Хенрика) имела семейные отношения с династией Арпадов, королевским домом Венгрии через королеву Елизавету Куманскую, таким образом, из-за своего брака Хенрик находился в отдаленном родстве с Арпадами. Кроме того, его невестка Елизавета была супругой Миклоша Пока. Моиш умер примерно в конце 1280 года. В своём завещании он подарил Хенрику замок Гордова (Грджевац) и прилегающие к нему земли в Славонии. В браке родилось трое детей. Старший сын и наследник Иван Кёсеги был прародителем влиятельной семьи Тамаши XV века, в то время как Петер «Херцег» был первым членом семьи Герцег де Секше. Его дочь была помолвлена с Турчо, членом венецианского рода и родственника короля Венгрии Андраша III. Кроме того, историк Пал Энгель утверждал, что Миклош Кёсеги (1282—1336), епископ Дьёра, был незаконнорожденным сыном Хенрика. Вероятно, Миклош был незаконнорожденным сыном брата Генриха Ивана Кёсеги.

## Восстания против королевской власти
Хенрик I Кёсеги, значительная фигура эпохи так называемой «феодальной анархии», был убит в битве при Февене в сентябре 1274 года. Его власть и богатство в Западной Трансданубии были в значительной степени унаследованы двумя его старшими сыновьями, Миклошем и Иваном, которые разделили между собой наследство и наиболее ценные владения в 1279 году. Хенрик был исключен из завещания, были упомянуты только его виноградари, которым были поручены определённые виноградники в комитатах Мошон и Пожонь. Венгерские историки Янош Карачоньи и Аттила Жолдос считали, что Хенрик получил земли в Славонии от своих братьев незадолго до 1279 года, во время неравного раздела. Его первые владения находились в комитате Вараждин, северо-западной части провинции. Там, надо полагать, он с самого начала владел замками позднего «Фаркаша Загорья», в том числе и Крапиной (Корпоной). Впоследствии форты Белец, Костель, Врбовец (Орбольц) и Оштрк, которые также ему принадлежали, были разрушены, но время и обстоятельства их приобретения неизвестны. С этих земель и замков на юго-западном углу королевства, Хенрик расширил свое влияние над территорией, которая находилась под властью Иоахима Гуткеледа до этого, между реками Драва и Сава, в ближайшие десятилетия, и считался самым могущественным магнатом в регионе при пресечении династии Арпадов в 1301 году. Миклош и Иван не отказались от возможности своей экспансии в Славонию, они оба владели земельными владениями и замками в этой провинции также. В соглашении, заключенном в Дубице 20 апреля 1278 года, роды Кёсеги и Бабоничи разделили сферы интересов в Славонии между собой. Хенрик и его братья отказались от территориальных претензий на земли к югу от реки Сава («Нижняя Славония») в пользу Стефана Бабонича и его рода, который в то же самое время последний признал власть клана Кёсеги к северу от реки.
Начиная с 1280-х годов, Хенрик помогал своим старшим братьям в создании территориальной провинции в Западной Венгрии, независимо от монарха, молодого короля Ласло IV. Воспользовавшись хаотической ситуацией, которая характеризовала правление Ладислава, три брата Кёсеги в начале 1281 года в разное время грабили поместья Загребской епархии. В результате в марте 1281 года загребский епископ Тимофей отлучил их от церкви. Во время королевского похода против Ивана Кесеги на рубеже 1283-1284 годов Хенрик оказал помощь своему брату. После того как Ладислав потерпел неудачу, Миклош, Хенрик и епископ Петер вторглись в южную часть Трансданубии, где совместно осадили епископский город Печ в марте 1284 года. В следующем году, когда Альбрехт I, герцог Австрии, привел своё войско на провинцию Ивана Кёсеги после серии его грабежей и грабительских набегов и намеревался осадить замок Боростьянке (сегодня Бернштейн, Австрия), Иван обратился за помощью к свлоим братьям, Миклошу, Петеру и Хенрику, которые набрали войско из 1 000 человек.
После убийства короля Венгрии Ласло IV в июле 1290 года братья Кёсеги первоначально поддерживали нового монарха Андраша III в его внешних усилиях, обусловленных их краткосрочными интересами, чтобы восстановить те замки и поместья, которые были потеряны после войны герцога Альберта против семьи Кёсеги в 1289 году. Но род Кёсеги признавали Андраша своим королем только номинально. Когда сейм осенью 1290 года отдал распоряжение о восстановлении поместий, которые были незаконно захвачены их законными владельцами, Андраш призвал Хенрика вернуть ряд занятых им земель местным дворянам в Славонии, но тот отказался это сделать . Заменив своего брата Ивана, Хенрик Кёсеги был изгнан из Славонии около июля/октября 1290 года . Он сохранил свои владения до следующего года, когда клан Кёсеги участвовал в военной кампании короля против Австрии летом 1291 года, вынудив герцога Альберта вывести свои гарнизоны из городов и крепостей, которые он захватил два года назад, многие из которых были удерживаемы отрядами Кёсеги до их завоевания. Однако после заключения Хайнбургского мира в августе 1291 года, который предписывал разрушение крепостей, захваченных Альбертом Австрийским у Кесеги, семья Хенрика обратилась против короля, и он потерял свое положение при королевском дворе через некоторое время после октября 1291 года вместе со своими братьями. После подавления их открытого восстания против Андраша в 1292 году, Миклош и Хенрик вынуждены были примириться с королем, в то время как Иван Кёсеги продолжал оставаться мятежником. Хенрик Кёсеги был снова упомянут как бан Славонии в феврале 1293 года.
Венгерский король Андраш III женился на Агнес, дочери герцога Альберта Австрийского в феврале 1296 года. Впоследствии, при поддержке своего тестя, Андраш начал ещё одну войну против клана Кёсеги в августе 1296 года. Пока австрийские войска осаждали замки Ивана Кесеги, архиепископ Лодомер отлучил братьев от церкви. Положение Херика в последующие годы неизвестно, он удалился в свою провинцию и не участвовал в восстании своего брата Ивана Кёсеги, который оставался (номинально) сторонником притязаний Анжуйского дома. Хенрик совершал грабительские набеги на Загребскую епархию и её жителей. Поэтому епископ Загреба Михай Бо обратился за защитой и принял сюзеренитет Бабоничей над своей епархией. Хенрик Кёсеги заключил мир с епископом к концу 1297 года и передал крепости Герценце и Гарикс (современные Гарешница и Подгарич) Загребской епархии, которая пострадала от бесконечной войны.
После его избрания в марте 1299 года архиепископ Эстергома Григорий Бикский, сторонник Анжуйской династии, освободил Ивана и Хенрика Кёсеги от отлучения от церкви. Однако Миклош и Хенрик Кёсеги присягнули на верность королю Андрашу III и присутствовали на сейме летом 1299 года. После этого делегаты поручили Хенрику выступить посредником между архиепископом Григорием Бикским, нашедшим приют в замке Ивана, и его сторонниками — приверженцами Андраша. В отличие от них, Иван Кёсеги был в числе тех могущественных магнатов, которые убеждали короля Карла II Неаполитанского отправить своего внука, 12-летнего Карла Роберта, в Венгрию, чтобы стать королем. Однако к приходу молодого претендента летом 1300 года и Иван Кёсеги, и Матуш Чак вскоре примирились с Андрашем, что помешало успеху Карла Анжуйского. Историк Аттила Жолдос утверждал Андраш III заключили договор с крупными баронами летом 1300 года. К этому времени Иван Кёсеги стал старшим членом клана Кёсеги после смерти своего брата Миклоша. Король Венгрии Андраш принял сюзеренитет Матуша Чака и Ивана Кёсеги над своими провинциями, в то же время как за двумя крупными сторонниками монарха, Амадеусом Абой и Иштваном Акошем также были признаны их провинции. Одновременно Хенрих Кесеги и Ладислав Кан получили от короля титулы бана Славонии и воеводы Трансильвании соответственно, корона признала их власть над закрепленными территориями. Для закрепления перемирия, дочь Хенрика Кёсеги была помолвлена с Турчо, внуком Альбертино Морозини, дядей короля Андрея по материнской линии, как писал итальянский посланник и купец Петрус де Бонзано в своем письме в сентябре 1300 года.

## Во время междуцарствия
Король Венгрии Андраш III скончался 14 апреля 1301 года. С его смертью прервалась династия Арпадов. Его смерть привела к периоду междуцарствия, который длился в течение семи лет. На вакантный венгерский престол боролись кандидату, принц Карл Анжуйский, принц Вацлав Богемский и герцог Оттон Баварский. Венгрия распалась примерно на дюжину независимых провинций, каждая из которых управлялась могущественным магнатов или олигархом. Среди них Матуш Чак доминировал в северо-западной части Венгрии (которая в настоящее время составляет западные территории современной Словакии), Амадей Аба контролировал северо-восточные земли, братья Иван и Хенрих Кёсеги управляли Трансданубией и северными частями Славонии, Якаб Борша доминировал в Тисантуле, а Ладислав Кан управлял Трансильванией. Из провинции Славония Хенрих Кесеги постепенно распространил свое влияние на юго-восточную Трансданубию (его жена происходила оттуда) и таким образом избегал сферы интересов с двумя другими ветвями своей семьи; например, он приобрел замки Сомогивар, Дебрекез, Домбовар и Кесег (Батина) в регионе. В дополнение к своему титулу бана Славонии (1301—1130), Хенрик Кёсеги служил в качестве ишпана графств Шомодь и Тольна с 1301 года, а также Баранья и Бодрог с 1304 года до своей смерти. Хенрик был назван dux и princeps папой римским Климентом V и Босо, первым приором картезианцев в их письмах в 1307 и 1308 годах соответственно, которые отражали амбициозную и суверенную власть Хенрика Кёсеги в провинции Славония. В качестве владельца Хенрик чеканил собственную серебряную монету, украшенное куницей, в чеканке Вировитицы (Verőce), называемой «denarius Herricy bani» или «banalis Verocensis».
Сразу же после смерти короля Венгрии Андрея принц Карл Анжуйский поспешил в Эстергом, где был первый раз коронован. Будучи кандидатом папы римского Бонифация VIII на венгерский престол, Карл Роберт всегда был непопулярен, потому что венгерские бароны боялись, что они «потеряют свою свободу, приняв короля, назначенного Церковью», как говорится в освещенной хронике. Хенрих Кесеги, который помогал и разделял политические интриги и взгляды своего брата Ивана, был среди тех магнатов, которые поддерживали притязания богемского принца Вацлава. Он был видным членом делегации, которая посетила двор короля Вацлава II Чешского в Праге и предложила венгерский престол молодому сыну короля летом 1301 года. После этого братья Иван и Хенрик Кёсеги вместе со многими другими баронами переехали в Брно, чтобы приветствовать принца Вацлава, прибывшего в Венгрию с армией своего отца. Вацлав был коронован 27 августа 1301 года. Братья Кёсеги стали самыми могущественными сторонниками его краткого и номинального правления. Хенрик был сделан главой казначейства Вацлавом осенью 1302 года, заменив Доминика Ратота. Он сохранял эту должность до 1305 года, но главный приор Босо все ещё упоминал его имя с этим титулом в своем письме от июля 1308 года. Поскольку положение Вацлава в Венгрии резко ослабло в предыдущие годы, его отец решил взять его обратно в Богемию летом 1304 года. Он даже взял с собой в Прагу священную корону Иштвана Святого. После своего прибытия в Венгрию в конце 1305 года Иван и Генрих Кёсеги приняли присягу на верность герцогу Оттону Баварскому, но их поддержка была лишь номинальной. Братья не принимала участия в королевском совете Оттона.
Есть несколько сообщений о доминировании и военных действиях, которые Хенрих Кёсеги совершил в эпоху междуцарствия. Он намеревался расширить свое влияние на богатый регион Срем. На рубеже 1304—1305 годов, объединившись с местными дворянами, сыновьями Багиона Чака, его армия вторглась в провинцию могущественного магната Угрина Чака, самого ярого сторонника принца Карла Анжуйского. Во-первых, его войска опустошили комитат Пожега, затем Валко. Они также разграбили и опустошили город Энг, который затем был освобожден Палом Гараи — известным военачальником, принадлежавший к семье Угрина. После этого Гараи постепенно вытеснил захватчиков из владний Угрина Чака. Одновременно войска Кёсеги непрерывно грабили и разграбляли прилегающий регион своими набегами из оккупированного форта Эстергом. Поэтому, проживая в Секешфехерваре, архиепископ Томас отлучил братьев Ивана и Генриха Кёсеги за их преступления против бюргеров Эстергома в июле 1305 года. Он также наложил интердикт на их провинции. Хенрик Кёсеги попытался поставить город Печ (комитат Баранья) под свой сюзеренитет в 1300-х годах. Вскоре после скоропостижной кончины епископа Манфреда, его преемником Петер был назначен архиепископом Томасом (сторонником Карла Анжуйского) в конце 1306 года после того, как каноны соборного капитула Печа не достигли консенсуса. Однако протеже Хенриха кантор Миклош оспорил это назначение. Хенрих Кесеги захватил каштеляна Якаба и занял крепость в Пече, а затем передал её Миклошу, который помешал епископу Петеру войти в его епархию и собирать доходы с его епископства. Архиепископ Томас отлучил кантора Миклоша от церкви из церкви в 1307 году. Конфликт был доведен до суда папским легатом Джентиле Портино да Монтефьоре в 1309 году. В августе 1309 года легат отлучил от церкви Миклоша, который бежал из Печа и переехал на территорию Хенриха Кесеги. Конфликт был разрешен после смерти Хенриха, когда кантор Миклош признал Петера епископом Печа, который мог вступить во владение своей епархией к середине 1310 года.
После заключения в тюрьму и окончательного поражения герцога Оттона Баварского в Трансильвании собрание сторонников Карла Анжуйского подтвердило его притязания на королевский трон 10 октября 1307 года, но самые могущественные магнаты, включая Матуша Чака, Ладислава Кана, Павла Шубича и братьев Кёсеги, отсутствовали на собрании. Хенрик стал главой семьи Кесеги после смерти Ивана 5 апреля 1308 года. Папа римский Климент V послал нового папского легата, Джентиле да Монтефьоре, который прибыл в Венгрию летом 1308 года. В течение следующих нескольких месяцев он убедил самых могущественных магнатов одного за другим признать правление Карла. Хенрик и его внучатый племянник Миклош (внук и наследник Ивана) присутствовали на сейме 27 ноября 1308 года, где Карл Роберт Анжуйский был единогласно провозглашен королем. Оба они фигурировали в качестве ведущих участников национального собрания в опубликованном впоследствии документе, представляя свое политическое влияние и большое значение своей поддержки Анжуйского претендента. Готовясь ко второй коронации Карла, Хенрик Кесеги встретился с папским легатом Джентиле, архиепископами Томасом и Винцентом, а также другими епископами и дворянами в своем поместье Тетень (современная часть Будапешта) 4 июня 1309 года, где он подтвердил свою клятву на верность Карлу от своего имени, своего внучатого племянника Миклоша и их близких. Хенрик Кёсеги подчеркнул, что он тоже сохраняет свою позицию, в том случае, если не сможет присутствовать на церемонии. Хенрик получил гарантии в обмен на письменную клятву верности. Согласно историку Адаму Вайку, например, он просил подтвердить избрание внебрачного сына Ивана, Миклоша, епископом Дьёра, в дополнение к признанию его власти над Верхней Славонией и вышеупомянутыми четырьмя графствами в Южной и Восточной Трансданубии. Одиннадцать дней спустя, Карл I Анжуйский был коронован временной короной в церкви Богоматери в Буде 15 июня 1309 года. Хенрик и Миклош не присутствовали на церемонии, но их представлял их родственник епископ Миклош Кёсеги . Бенедикт, посланник Угрина Чака на коронации, был схвачен сторонниками Хенрика Кесеги по пути домой. Хенрик Кесеги умер в период между 20 марта и 5 мая 1310 года. Его богатство и власть были унаследованы его старшим сыном Иваном, чье восстание было подавлено Карлом в 1316 году, положив конец правлению Кесеги в Славонии и Южной Трансданубии.